# Teheran
Teheran (perzijsko: تهران Tehrān) je glavno mesto in največje mesto Irana ter administrativno središče Teheranske pokrajine. Nahaja se ob južnem vznožju gorovja Elburs. Z okoli 8,24 milijonov prebivalci (leta 2012), v metropolitanskem območju pa okoli 14 milijonov, je največje urbano območje v zahodni Aziji, je glavno izobraževalno in industrijsko središče države. Njegova industrija temelji na usnju, predelavi tobaka, cementa, živil itd.
V celotni iranski zgodovini je bil Teheran 32-krat prestolnica Irana, skupaj približno 220 let. Čeprav je neuradnih jezikov veliko, kar približno 99 % prebivalstva razume in govori perzijsko.

## Zgodovina
Najstarejša arheološka nahajališča v okolici Teherana datirajo v mlajšo kameno dobo okoli 6000 pr. n. št., to pa pomeni da gre za enega najstarejših iranskih mest skupaj s Suzo, Yazdom in Ekbatanom (Hamadanom) in da je bil naseljen tudi pred prihodom arijskih (indoiranskih) plemen. Eno teh nahajališč je grič Češme-Ali (Alijev vodnjak), na katerem je od 1eta 1934 do 1936, v sodelovanju Univerzitetnega muzeja Pennsylvanije in Bostonskega muzeja lepih umetnosti, izkopaval slavni arheolog Erich Friedrich Schmidt. Številne najdbe predvsem lončenine so danes razstavljene v muzejih Irana, Čikaga in Filadelfije. Ostala pomembna nahajališča iz tega obdobja so še 3000 let stara trdnjava Gebri iz zgodnjega arijskega obdobja v sklopu katere je obstajalo tudi zoroastrsko pokopališče ter Kajtarija in Darus severozahodno od današnjega mesta.
Pomembno zgodovinsko mesto na področju sodobnega Teherana je bilo znano kot Raj, etimološko povezano s staro Perzijo kot Avestan, Raḡā, Tora. Mesto je bilo glavno področje iransko govorečih Medijcev in Ahemenidov. Raj je bilo zelo pomembno mesto v medijskem in ahemenidskem obdobju iranske zgodovine. Bilo je na pomembni poti, ki je povezovala Ekbatan (Hamadan) na zahodu in Tus (blizu Mašhada) na vzhodu, preko mesta so vodile vse karavane, ki so povezovale zahodni Iran in Mezopotamijo z vzhodom in Kitajsko, ter Arijo, Arahozijo in Indijo na jugovzhodu. Poleg tega je bilo mesto s potmi ob robnih delih puščave Dasht-e Kavĩr povezano s Parsom na jugu, tri planinske poti preko Elbursa pa so ga povezovale s Kaspijskim jezerom na severu.
Raj je bil zoroastrsko središče Medijskega cesarstva, o religioznem pomenu pa pričajo tudi potopisi arabskega zemljepisca Jakuta, ki skoraj 2000 let kasneje piše, da je bilo mesto sedež zoroastrskih svečenikov Maga. Raj omenjajo tudi v ahemenidskih epigrafskih napisih perzijskega vladarja Dareja Velikega v Behistunu, kjer piše kako je Darej leta 521 pr. n. št. poslal vojsko iz Raja na pomoč očetu Histaspu proti vstajnikom v vzhodni satrapiji Partiji. Okoli dve stoletji kasneje se je skozi Raj pred Aleksandrom umikal poslednji ahemenidski vladar Darej III. Kodoman. Helenistični zgodovinar Duris iz Samosa je zapisal, da je mesto prizadel potres. Mesto je obnovil selevkidski vladar Selevk I. Nikator in ga za kratek čas imenoval Europos, v partskem obdobju je bil imenovan Arsakija in bil poletna prestolnica partskih vladarjev. Zemljepisec Izidor iz Haraksa piše, da je bilo mesto najmočnejša trdnjava v vsej Mediji. Raj je naveden tudi v Bibliji stare zaveze o Tobiji in Juditi, kar priča o tem, da so Judje morda naseljevali mesto v 7. stoletju pr. n. št.
V času Sasanidov je bil Raj prestolnica iranske plemiške rodbine Mihran iz katere prihaja Bahram Čobin (Bahrām-e Tschūbīn), general in uzurpator sasanidskega prestola koncem 6. stoletja. Zadnji sasanidski vladar Jezdegerd III. iz Raja je 641 leta izdal svoj zadnji razglas narodu preden je odšel v Horasan, mesto pa prepustil Čobinovemu vnuku Sijavahši, ki je vodil neuspešno obrambo proti arabski invaziji. Mesto je bilo med obleganjem zrušeno zaradi povračilnih ukrepov, nov namestnik Faruhan pa ga je dal kmalu obnoviti. Žensko svetišče Bibi Šahrban v modernem delu Teherana povezujejo z Jezdegerdovo hčerjo, ki je po tradiciji postala soproga Huseina ibn Alija, tretjega šiitskega imama. Verjetno je bilo svetišče v starem veku posvečeno zoroastrski boginji Anahiti, po prihodu islama pa spremenilo funkcijo.
V začetku islamskega obdobja iranske zgodovine je bil Raj mesto številnih spopadov med lokalnimi Perzijci in arabskim kalifatom. Najbolj znana osebnost tega časa je Harun al-Rašid, abasidski kalif rojen leta 763 v Raju. Njegov razkošni dvor povezujejo z zgodbami iz Tisoč in ene noči. Kasneje so se bojevale tudi lokalne iranske dinastije med seboj, končno pa so prišli Oguzi, ki so na Iranskem višavju osnovali dinastijo Seldžukov. Najpomembnejši seldžuški vladar Togrul beg je Raj izbral za svojo prestolnico, po njegovi smrti pa so mu postavili 20-metarski stolp, ki je ohranjen do danes.
Po številnih zgodovinskih vzponih in padcih, je bil Raj v letu 617 n. št. porušen. Populacija Raja naj bi pred invazijo Mongolov štela okoli 500.000 ljudi.
Teheran je bil znan kot majhna vas že v 9. stoletju. Bagdadski zgodovinar Al-Katib al-Bagdadi v svojih zapisih navaja, da je leta 874 ali 884 v palestinskem mestu Askalānu umrl znanstvenik z imenom Ḥammād al-Ṭehrāni al-Rāzi, katerega priimek kaže na toponimsko poreklo.. Najstarejši zapis v katerem je Teheran zapisan kot naselje je Farsname (Knjiga o Perziji), delo iranskega znanstvenika Ibn Balhija iz Horasana napisano med letoma 1108 in 1116. Podrobnejši opisi Teherana se pojavljajo v začetku 13. stoletja v zapisih številnih popotnikov na Svilni cesti. Najpomembnejši med njimi je bil arabski zemljepisec Jakut al-Hamavi, ki sicer ni bil v Teheranu ampak leta 1220 v sosednjem Raju. Jakut opisuje Teheran kot večji trg (arab. karijaton kabiraton), ki se sestoji iz dvanajst četrti (arab. maḥala). Teheran je bil poznan po proizvodnji sadja in zelenjave, ter po trogloditskih naseljih na pobočjih gora. Poljedelstvo je temeljilo na uporabi gnojil in namakanju s pomočjo kanatov (posebnih vodnih naprav, ki so poznane in delujejo še danes).
Preobrazba Teherana iz vasi v pomembno mesto je bila posledica uničujoče mongolske invazije leta 1228, ko je bila večina iranskih mest poškodovana. Hamd-Alah Mostavfi, zgodovinar in zemljepisec iz ilkanatskega časa, je okoli leta 1340 opisal Teheran kot važno mestece (perz. kaṣaba-je moʿtabar). V naslednjih nekaj sto letih je Teheran postal pomemben gospodarski center okoliške regije. Ilkanidski zapisi iz let 1284 do 1294 govorijo o mestu koto »Teheran pri Raju«.
Ruy Gonzáles de Clavijo, veleposlanik španskega kralja Henrika III. Kastiljskega, je bil verjetno prvi Evropejec, ki je obiskal Teheran in se v njem ustavil v juliju 1404, medtem ko je potoval v Samarkand (zdaj v Uzbekistanu) glavno mesto Timurja, ki je Iranu vladal v tistem času. V tem času je bilo mesto Teheran neutrjeno. V mestu je bila kraljeva palača in dve znameniti stavbi (v eni od njih je živel Timurjev nečak). Natančne meje timuridskega mesta v današnjem Teheranu se lahko rekonstruirajo zahvaljujoč ohranjenosti imamzada (šiitskih grobnic-svetišč) in pokopališča iz tega obdobja. Jugovzhodna meja Teherana je bila približno pri kupoli imamzade Sajeda Ismaila, zgrajena pred letom 1481 o čemer priča zapis na lesenih vratih mavzoleja (najstarejši očuvan datum v mestu). Severozahodna meja je bila pri imamzadu Jahje, datira pred letom 1231, timuridska palača je bila še bolj severozahodno, vendar pa še v okviru Teheranske utrdbe oziroma na mestu današnje palače Golestan. Skrajna jugozahodna točka je bila imamzad Sajeda Nasr al-Dina, ki je bila zgrajena v 15. stoletju, četrta, to je jugovzhodna točka je pri Zaidovi imamzadi iz leta 1497, na kateri je danes teheranski bazar. Približna površina timuridskega Teherana je znašala en kvadratni kilometer.,
V letih 1755 in 1759 je zandijski vladar Karim-kan naročil zgraditi palačo in vladni urad, ki bi omogočil, da bi Teheran razglasil za svoje glavno mesto, vendar je kasneje preselil svojo vlado v Širaz. Po njegovi smrti in državljanski vojni postane Teheran v lasti kadžarske dinastije. Muhamed-han zmagoslavno vkoraka v Teheran 12. marca 1786 in mesto razglasi za svojo novo prestolnico. Ob koncu 18. stoletja se mesto od časov Safavidov ni preveč spremenilo. Francoski entomolog in potopisec Guillaume-Antoine Olivier opisuje Teheran iz leta 1797 kot mesto s 15.000 prebivalci in 3000 vojaki na površini 7,5 km², od tega polovica predstavljajo stavbe ostanek pa vrtovi, sadovnjaki in parki.
Pod vladavino Fat-Ali Šaha (1797 – 1834) se je mesto začelo razvijati. Zgradil je »Stolpe vetra« (perz. Emarat-e Badgir) in »Marmorni prestol« (perz. Taht-e Marmar), v okviru bazarja pa »Šahovo mošejo« (perz. Masjed-e šah). Začel je graditi stavbe Negar Hane in Lalezar, ki pa jih ni dokončal. Njegov sin Muhamed-šah (1834 – 1848) je nadaljeval z novimi gradnjami imamzad in mošej, in ostal v spominu kot prvi iranski vladar, ki je začel širiti mesto izven njegovega obzidja. Leta 1868 je v znotraj teheranskega obzidja živelo 155.736 prebivalcev. Največje spremembe nastajajo v času vladavine Nasrudin-šaha (1848 – 1896), ki je podrl obzidje in zgradil novo, ki je obsegalo 19,2 km in imelo obliko nepravilnega oktagona, v mesto pa se je prišlo skozi dvanajst monumentalnih in enakomerno razporejenih mestnih vrat okrašenih s keramiko. Nasrudin-šah je rekonstruiral številne teheranske stavbe, zgradil nove kanate za oskrbo z vodo, porušil je stare četrti zaradi izgradnje prometne mreže širokih mestnih ulic in avenij. Bil je povezan s francoskim urbanistom Haussmannom, ki je istočasno vodil program obnove v Parizu. Ena od največjih gradenj je bila velika orožarna (perz. Tuphāne) dimenzij 275 x 137 m. Zadnja leta njegove vladavine, koncem 19. stoletja, se je Teheran razprostiral na površini od 18,25 km² z bazarjem kot središčem mesta. V neposredni bližini sta bili cesarska palača in stavba sodišča. V začetku 20. stoletja je v mestu živelo okoli 250.000 ljudi, v glavnem izven obzidja.
Teheran na prehodu iz 19. v 20. stoletjee:
- Teheranski bazar (ilustracija iz leta 1873)
- Kraljevo gledališče (Takia-je Dovlat) leta 1887
- Konjski tramvaj (1890)
- Teheranski parni vlak Dudi iz leta 1920
- Avtomobili na teheranskih ulicah (1930)

V letih 1920 do 1930 je Reza šah Pahlavi mesto obnovil. Verjel je, da morajo biti starodavne stavbe kot so palača Golestan, Takieh-ye Dowlat, trg Toopkhaneh, mestne utrdbe in stara trdnjava, del sodobnega mesta. Velik del zgodovinskih stavb pa je bilo porušenih in na njihovem mestu zgrajene banke, policija in druge upravne stavbe ter široke ulice.
Med drugo svetovno vojno so v mesto vstopili sovjetski in britanski vojaki. Teheran je gostil Teheransko konferenco leta 1943, ki so se je udeležili ameriški predsednik Franklin D. Roosevelt, sovjetski premier Stalin in britanski premier Winston Churchill.
Pod vladavino šaha Mohammad Reza Pahlavi se je Teheran spremenil v sodobno mesto, šah je imel mnogo ambicioznih projektov in zamislili za naslednja desetletja. Večina teh projektov se je nadaljevala tudi po islamski revoluciji leta 1979, ko je urbanizacija dosegla svoj vrhunec, nova vlada pa začela številne nove projekte, kot na primer Borj-e Milad (Teheranski stolp).
V času iransko-iraške vojne v letih 1980-88, je bil tarča ponavljajočih raketnih in zračnih napadov.

## Zemljepis

### Lega
Središče Teherana in večji del mesta leži na planoti, ki se od gorovja Elbrus spušča na jug pod kotom približno 13 %, medtem ko so drugi deli mesta ob vznožju gora na severu in jugu. 66 kilometrov severovzhodno je 5604 m visok vulkan Damavand, najvišja gora v Iranu. Povprečna nadmorska višina mesta je 1200 m, vendar pa se lahko bistveno razlikuje glede na okrožja. Starejši deli mesta, kot sta teheranska citadela in starodavni Raj na jugu mesta, so na približno 1100 m nadmorske višine, medtem ko so novejši deli na severu, kot Trg Tadžiriš in vzpenjača na Darband na 1612 in 1805 m. Najnižje leži Mednarodno letališče Imam Homeini na skrajnem jugu, ki je na 1007 m in smučišča na vrhu Točala s 3933 m nadmorske višine.
Ustanovitev mesta je bila sprva omejena na dve ravninski območji: zgornja je iz prepustnega proda, nižja ali južnejša iz vodonepropustnih naplavin. Ti dve vrsti tal sta posledica premikanja puščave Dasht-e Kavĩr in njene zemeljske plošče proti pogorju Elbrus in se odraža v njihovem narivanju v severnih območjih mesta. Ti geološki dejavniki otežujejo gradnjo tako drenažnih sistemov, kot tudi stavbe na splošno. Tla v zgornjih delih mesta ob vznožju gora sestavljajo sedimentne kamnine iz zgornjega devona do oligocena, prevladujejo pa jurski apnenci preko granitne podlage, kar omogoča območje stabilno za gradnjo.
Mesto v ožjem smislu ni bogato z vodnimi viri in razen manjših potokov, ki tečejo izpod Elbrusa ni večjih rek in jezer, mesto pa ni bogato niti s podtalnico. So pa v neposredni bližini mesta tri velike reke - Karadž (40 km zahodno), Džadž-Rud (30 km vzhodno) in Haraz (40 km vzhodno) na katerih so zgradili jezove, ki so ustvarili tri velike vodne rezervoarje (Amir Kabir, Latjan in Lar), ki oskrbujejo mesto in okolico. Na Damavandu sneg vztraja do julija, drugi vrhovi pa so Palangardan (4375 m), Čapakrov (4318 m) in Naz (4108 m). Mesto in njegova predmestja so leta 2001 zasedala površino okoli 86.500 hektarjev.
- Pogled na gorovje Elburs
- Slap Dogolu (Dvojčka) severno od mesta
- Sedimentne kamnine na obronkih mesta
- Pogled na vrh Damavand (5621 m)
- Jez Karadž, okoli 60 km zahodno od Teherana

### Podnebje
Podnebje je polsušno (stepsko) in celinsko in je razvrščeno z oznako Bsk po Köppnovi klasifikaciji. Na podnebje v mestu najbolj vpliva zavetje gora na severu in izpostavljenost puščavi na jugovzhodu. Gore preprečujejo dotok deževnih oblakov iz Kaspijskega jezera, iz puščavskega območja pa prihajajo vetrovi, ki prinašajo topel zrak in prah. Tretji pomemben dejavnik, ki vpliva na podnebje v Teheranu so cikloni, ki prihajajo iz zahoda in prinašajo hladen in vlažen zrak.
Na splošno je podnebje v mestu treba opisati kot blago spomladi in jeseni, vroče in suho poleti in mrzlo pozimi. Glede na razporeditev teheranskih urbanih območij, ki se raztezajo na desetine kilometrov daleč in na višinsko razliko, se temperature zraka lahko zelo razlikujejo. Poletja so vroča z zelo malo dežja in nizko relativno vlažnostjo, noči so hladne. Največ padavin se pojavlja v pozni jeseni in zgodaj spomladi, vendar je njihov skupni obseg majhen in znaša le 232,8 mm na leto. Najtoplejši mesec v letu je julij s povprečno temperaturo 30,2 °C (najmanj 23,9 ° C, absolutno maksimalno 43 ° C), medtem ko je najhladnejši mesec januar s povprečno temperaturo 3,7 ° C (srednji najvišja 7,9 ° C, absolutni minimum -15 ° C). Lahko pa so vremenske razmere nepredvidljivo neprijetne. Izjemoma lahko pade tudi več snega. Prevladujoč veter piha iz zahoda s povprečno hitrostjo 5,5 vozlov, najmočnejši sunki vetra pa dosegajo 25 vozlov, predvsem v aprilu, maju in oktobru. Ponoči piha svež vetrič s severa in gora.

### Okolje in naravne nesreče
Največji okoljski problem s katerim se sooča Teheran v zadnjih desetletjih je onesnaženost zraka, ki je posledica gospodarskih, demografskih in geografskih dejavnikov. Mesto je obdano s številnimi industrijskimi conami in v njegovem ožjem območju se dnevno vozi okoli 3,5 milijona avtomobilov. Elburs preprečuje dotok vlažnega zraka iz Kaspijskega jezera, ki bi omogočil padavine in s tem čiščenje smoga. Vlada si prizadeva za zmanjšanje okoljskih težav, ki vključujejo spodbude za prilagajanje vozil na stisnjen zemeljski plin, proizvodnjo sodobnih vozil, ki izpolnjujejo okoljske standarde in omejujejo porabo bencina v prometu z nadzorom in uvedbo posebnih prometnih območij in redno uporabo letal za brizganje vode v zraku.
Glede na to, da leži pod pogorjem Elbrus, ki je posledica trka arabske tektonske plošče z Zagrosom in evrazijske tektonske plošče, leži Teheran na seizmično nevarnem območju. Potresi se pojavljajo v ciklih približno na 150 let. Glede na to, da regija uživa relativen seizmični mir že več kot 175 let, strokovnjaki menijo, da obstaja velika verjetnost da bo v bližnji prihodnosti velikih potres. Širše metropolitansko območje na osi vzhod-zahod potekajo tri glavne prelomne cone: severna poteka pod Elbrusom in je redko poseljena, centralna je v zgornjem delu mesta, ki je dobro zgrajen in prelomna cona na skrajnem jugu. Večina ogroženih urbanih območij je na jugu, kjer stojijo veliki nizi štirnadstropnih stavb iz 1970-tih let. Glede na študijo izdelano leta 2000, bi potencialni potres Mw = 7,2 lahko povzročil med 120.000 in 380.000 smrtnih žrtev. Iranska vlada se je resno lotila te grožnje in leta 2005 objavila načrt obnove 200.000 podeželskih stavb. Leta 2010 je parlament razpravljal tudi o preselitvi glavnega mesta v Isfahan, Šahrud ali Semnan. Istega leta je iranski predsednik Mahmud Ahmadinedžad dejal, da ima Teheran pet milijonov ljudi več od potrebnih za izpolnjevanje meje najvišjih varnostnih standardih, vrh iranska vojske pa je objavil, da je začel premeščanje vse vojne industrije izven Teherana.

## Prebivalstvo

### Demografija
V Teheranu po uradnih podatkih iz leta 2006 živi nekaj več kot sedem milijonov ljudi ali okoli 10 % prebivalcev Irana. V mestu v glavnem živijo Iranci, med katerimi se večina identificira kot Perzijci, sledijo Azerbajdžanci, Kurdi, Beludži, Mazandarani, Gilaki, Talisi in drugi. Neiranske etnične manjšine v mestu so Armenci, Ajsori, Turkmeni, Židje in Arabci. Do 19. stoletja so bili večina prebivalcev Teherana Mazandarani, vendar je vodilna perzijščina z drugimi iranskimi jeziki privedla do nastanka novega, tako imenovanega »teheranskega narečja«. Glede na študijo iz leta 2010, ki jo je izvedla Teheranska univerza, je bilo 63 % prebivalcev mesta rojeno v Teheranu, 98 % pozna perzijščino, 67 % se imajo za Perzijce in 13 % vseh govori enega od evropskih jezikov. Po podatkih Nacionalnega statističnega inštituta iz leta 2006, je bila v provinci Teheran sklenjena večina porok v Iranu (114.900 ali 14,8 %), je pa tudi največ registriranih razvez (24.667 ali 26,2 %), od katerih jih je 96 % v urbanem delu Teherana.

### Število prebivalcev
V zgodnjem srednjem veku je bil Teheran majhna vasica, ki je štela od nekaj sto do nekaj tisoč ljudi. Najstarejša ocena prebivalstva Teherana je omenjena v evropskih potopisih: Sir Thomas Herbert leta 1627 ocenjuje, da se je populacija gibala med 15 in 20 000, leta 1797 ali stoletje in pol pozneje entomolog Guillaume - Antoine Olivier omenja podobne številke: 15.000 prebivalcev in 3.000 vojakov. V poznem 19. stoletju, v času kadžarske dinastije, Teheran kot prestolnica šteje okoli 160.000 ljudi, v začetku vladavine šaha Reze v poznih 1920 pa presega 250.000. Sredi 20. stoletja so dosegli milijon.
Prvi uradni popis prebivalcev je bil izveden leta 1956 in našteli so 1.512.082 prebivalcev. Največja rast prebivalstva je bila ugotovljena med letoma 1932 in 1956, ko se je prebivalstvo pošesterilo, v naslednjih desetletjih pa povečevalo v povprečju 5 % letno. Rast med letoma 1960 in 1970 je bila v upadanju, v začetku leta 1980 pa doživela splošno demografsko eksplozijo in to na osebno pobudo Homeinija, nakar se je do leta 1990 počasi stabilizirala. K temu so doprinesli številni vladni ukrepi in spodbude za načrtovanje družine in kontracepcija. Rast je leta 2000 padla na 1,1 %, kar je podobno kot v zahodnem svetu in označuje konec iranske demografske tranzicije. Zadnji popis iz leta 2006 govori o 7.088.287 prebivalcih, po najnovejših neuradnih ocenah iz leta 2012 pa ima Teheran več kot osem milijonov ljudi, metropolitanska regija pa okoli 12 milijonov.

### Znane osebnosti
| Politika - Harun al-Rašid - Abol Gasem Kašani - Ahmad Matin Daftari - Ardašir Zahedi - Golam Ali Hadad-Adel - Hasan Ali Mansur - Husein Ala - Mustafa Čamran - Širin Ebadi | Znanost - Razi - Ali Akbar Dehhoda - Ali Džavan - Homajun Seradži - Sajed Husein Nasr - Turadž Darjae - Vali Nasr | Šport - Ali Parvin - Džavad Nekunam - Džavad Zarinče - Hadi Saei - Hamid Estili - Hozroje Vaziri - Mehdi Mahdavikia | Umetnost - Forug Farohzad - Hejdar Giai - Kamran Širdel - Rahi Moajeri - Rosie Malek-Jonan - Simin Behbahani | Književnost - Abas Marufi - Bozorg Alavi - Džalal Al-e Ahmad - Golamreza Ruhani - Said Nafisi - Sulejman Haim | Film - Abas Kiarostami - Bahar Sumeh - Bita Farahi - Mahnaz Afšar - Mohsen Mahmalbaf - Niki Karimi | Glasba - Araš Labaf - Deep Dish - DJ Aligator - Ebrahim Hamedi - Šadmer Agili |

## Upravna delitev
| Severna naselja: 1. Mestna četrt 2. Mestna četrt 3. Mestna četrt 5. Mestna četrt 6. Mestna četrt | Vzhodna naselja: 4. Mestna četrt 7. Mestna četrt 8. Mestna četrt 13. Mestna četrt 14. Mestna četrt | Osrednja naselja: 10. Mestna četrt 11. Mestna četrt 12. Mestna četrt 17. Mestna četrt | Južna naselja: 15. Mestna četrt 16. Mestna četrt 19. Mestna četrt 20. Mestna četrt | Zahodna naselja: 9. Mestna četrt 18. Mestna četrt 21. Mestna četrt 22. Mestna četrt |

V širšem smislu se mesto Teheran nahaja v istoimenski provinci Teheran (perz. Ostan), ki je enota prve stopnje upravne delitve v Iranu. Province se nadalje delijo na okrožja (perz. šaherestān) in v provinci Teheran jih je 14, vključno okrožje Teheran. V ožjem pomenu je mesto razdeljeno na 22 mestnih četrti, ki se nadalje delijo na skupno 112 krajevnih skupnosti. Ta ožja delitev ni strogo omejena na meje okrožja Teheran, tako da se štiri (od 22) četrti v celoti ali delno nahajajo v sosednjih okrožjih Islamšaher in Raj na jugu in Šemiranat na severu. Širše metropolitansko območje znano kot »Veliki Teheran« ni omejeno samo na provinco Teheran ampak vključuje tudi velemesto Karadž iz sosednje Alborške province. Prav tako je treba poudariti, da metropolitansko območje ne obsega celotne province in vseh okrožij, temveč se v njej nahaja na severozahodu del nenaseljenih gora in stepe na vzhodu. Ožje območje mesta zaseda približno 5 % ozemlja province, katere območje je veliko 18.814 km².

### Lokalna oblast
Na čelu Teherana je demokratično izvoljen svet, ki ga sestavlja 15 članov, ki so odgovorni za volitve županov, upravljanje mesta in proračun. Od leta 2005 je župan Mohammed Bager Galibaf, Kurd iz Khorasana. Župan ob pomoči odbora, sestavljenega iz osem svetnikov, imenuje upravna telesa v skladu z vsakokratnim organigramom.

### Vlada Irana
Teheran je kot glavno mesto Irana tudi sedež vseh glavnih državnih institucij, vključno parlamenta (perz. Madžlis), sveta varuhov, vrhovnega sodišča in urada predsednika in vrhovnega voditelja. Uradni sedež Skupščine izvedencev je v Qomu, sestanke pa imajo pogosto tudi v Mašhadu in Teheranu.

### Vojaški objekti
Teheran je sedež iranskega ministrstva za obrambo in Vrhovnega štaba vseh vej oboroženih sil, vključno z redno vojsko (Artes), elitno vojsko (Pasdaran) in paravojaško enoto (Basidž). V mestu je prav tako pomembna vojaška akademija. Od rodov redne vojske se v mestu nahaja 18. oklepna divizija, 30. pehotna divizija, 23. divizija posebnih enot, 55. padalska divizija, 351 brigada protizračne obrambe in 75 brigada za logistiko. Iransko vojno letalstvo ima v Teheranu tri letalske baze: Došan-Tape na vzhodu mesta, Mehrabad na jugozahodu in Kale-Morgi, ki je pomožna baza Došan-Tapu.
Med najpomembnejše vojaško - industrijske obrate v Teheranu sodijo industrijske skupine Hemat, Sanam in Abadaj, ki proizvajajo iranske balističke rakete. Zaradi potresne napovedi o znatni verjetnosti uničujočih potresov v bližnji prihodnosti, so oborožene sile Irana v letu 2010 začele seliti vojaško industrijo izven mesta.

## Pobratena mesta
Teheran ima vzpostavljeno prijateljsko sodelovanje s sledečimi mesti po svetu:
| Država                                                | Država                   | Mesto | Mesto       | Država / Pokrajina / Regija / uprava | Država / Pokrajina / Regija / uprava | Date   |
| ----------------------------------------------------- | ------------------------ | ----- | ----------- | ------------------------------------ | ------------------------------------ | ------ |
| Južna Koreja                                          | Južna Koreja             |       | Seul        |                                      | Območje glavnega mesta Seul          | 1963   |
| Združene države Amerike                               | ZDA                      |       | Los Angeles |                                      | Kalifornija                          | 1972   |
| Združeno kraljestvo Velike Britanije in Severne Irske | Združeno kraljestvo      |       | London      |                                      | Veliki London                        | 1993   |
| Kuba                                                  | Kuba                     |       | Havana      |                                      | provinca La Habana                   | 2001   |
| Republika Južna Afrika                                | Južna Afrika             |       | Pretoria    |                                      | Gauteng                              | 2002   |
| Rusija                                                | Rusija                   |       | Moskva      |                                      | Federalno mesto                      | 2004   |
| Venezuela                                             | Venezuela                |       | Caracas     |                                      | Okrožje glavnega mesta Venezuele     | 2005   |
| Turčija                                               | Turčija                  |       | Carigrad    |                                      |                                      | 2006   |
| Turčija                                               | Turčija                  |       | Ankara      |                                      |                                      | 2013   |
| Belorusija                                            | Belorusija               |       | Minsk       |                                      | Regija Minsk                         | 2006   |
| Ljudska republika Kitajska                            | Kitajska                 |       | Peking      |                                      |                                      | 2006   |
| Brazilija                                             | Brazilija                |       | Brasilia    |                                      | Centralna - zahodna regija           | 2006   |
| Tadžikistan                                           | Tadžikistan              |       | Dušanbe     |                                      |                                      | 2006   |
| Združeni arabski emirati                              | Združeni Arabski Emirati |       | Dubaj       |                                      | Dubaj (emirat)                       | 2012   |
| Filipini                                              | Filipini                 |       | Manila      |                                      | Regija nacionalne prestolnice        | [ 25 ] |

## Gospodarstvo
Preden je Teheran postal glavno mesto konec 18. stoletja, je bilo njegovo gospodarstvo usmerjeno predvsem v kmetijstvo, medtem ko so nekdanja glavna mesta kot Isfahan, Širaz, Tabriz in Mašhad uživala privilegiran ekonomski položaj zaradi pobiranja davkov po vsem Iranu. Odkritje velikih nahajališč nafte v začetku 20. stoletja je drastično spremenilo gospodarske temelje v državi in generalni poudarek Teherana je postala industrializacija, ki je spremenila sadovnjake in parke v velika industrijska in stanovanjska območja. Vendar pa na osrednjem bazarju, kot glavnem trgu mesta, še naprej prevladuje trgovina s potrošniškim blagom.
Teheran je danes daleč najpomembnejši gospodarski center Irana, v katerem prevladuje večina področjih (industrija, finance, storitve, zdravstvo, informacijska tehnologija, energetika, itd) z izjemo kmetijstva, ki je omejeno na podeželje in turizem. Po ocenah iz leta 2008, je bilo v Teheranu 30 % delavcev javnega sektorja in 45 % v velikih industrijskih podjetjih. Večji slumi v Teheranu niso nikoli obstajali, saj je le 1,7 % hiš zgrajenih iz nekakovostnih materialov, 97,9 % vseh domov je povezanih z elektriko in 95 % ima vodovod.
Mesto je sedež iranskega bančnega sistema, ki je sestavljen iz centralne banke (Markazi), ki izdaja valuto in nadzoruje vse državne in zasebne banke. Večje poslovne banke s sedežem v Teheranu ima svoje podružnice tudi po vsej državi. Obstajata dve razvojni banki ali stanovanjski banki, ki sta specializirani za stanovanjske hipoteke. Vlada je začela privatizacijo bančnega sistema v letu 2001, ko sta bili izdani dovoljenji za odprtje dveh zasebnih bank. Vodilne zavarovalnice v Teheranu in Iranu so »Iransko zavarovalno združenje«, »Azija zavarovanja«, »Elburs zavarovanja« in »Dana zavarovanje«. Od leta 2010 na teheranski borzi z delnicami trguje več kot 330 registriranih podjetij v skupni vrednosti v približno 100 milijard EUR (leto 2011). Iran po mnenju strokovnjakov ponuja veliko priložnosti za naložbe, zlasti na teheranski borzi.

## Industrija
Najpomembnejši iranski industrijski izdelki so danes petrokemični, jeklo in baker, motorna vozila, elektronika, gospodinjski aparati, farmacevtski izdelki, tekstil, hrana, papir, guma, cement in gradbeni materiali, telekomunikacijska oprema, vojaški proizvodi in industrijski stroji. Ocenjujejo, da več kot 50 % vseh iranskih industrijskih proizvodov prihaja iz Teherana, v katerem se je leta 1999 nahajalo 5204 velikih industrijskih obratov. Blizu Raja na jugu je glavna rafinerija in tovarne gradbenih materialov, medtem ko se druge industrijske cone nahajajo ob avtocesti med Teheranom in Karadžo na zahodu.

## Promet

### Osebni promet
Uporaba osebnih motornih vozil je najpogostejša oblika prevoza v Teheranu zaradi mreže kakovostnih cest, nizke cene goriva in visoke ravni proizvodnje v domači avtomobilski industriji. Do začetka 21. stoletja je bil na ulicah Teherana in v Iranu najpogostejši model avtomobila Paykan (perzijsko: پيکان‎ Arrow), lokalni izdelek zasnovan po francoskem Peugeot 504. V letu 2000 je dominiral Samand, nov iranski državni avto, ki jih letno proizvedejo več sto tisoč. Za Samandom so najpogostejši drugi domač model Saipa in modeli tujih proizvajalcev kot so Peugeot, Renault, Mercedes, Suzuki in Kia Motors (uvoženi in lokalni licenčni proizvodi). Kljub sodobnemu avtomobilskemu parku so glavni okoljski in varnostni problem v Teheranu zastarela motorna kolesa in kolesa z motorjem, ki povzročajo 25-30 % onesnaževanja zraka, hrup in 50 % 40-45 % vseh prometnih nesreč. Kot vsa velika svetovna mesta, ima Teheran težave s prometnimi zastoji, saj je svojo mrežo cest zasnoval za 700.000 vozil, medtem ko ocene kažejo, da jih je danes na ulicah približno 3,5 milijona. Da bi se izognili zastojem v centru mesta, kot tudi zmanjšali onesnaženje zraka, je vlada razdelila Teheran na tri cone: kjer je edini javni prevoz ali območje z omejenim dostopom in popolnoma odprte cone. Na osnovi rezultatov pretoka prometa, zmanjšanja onesnaževanja in povečanja varnosti pešcev in kolesarjev, je Teheran leta 2011 v Washingtonu osvojil mednarodno »nagrado za trajnostni razvoj prometa« (angl. Sustainable Transport Award), ki jo podeljuje ameriški Inštitut za promet in razvojne programe (ITDP), s sedežem v New Yorku.
- Letališče Mehrabad
- Tehranska podzemna železnica - postaja Vali-e-asr
- Tehranska glavna železniška postaja
- Urbani avtobus.
- Tehranski Rapid Transit Bus
- Teheransko onesnaženje zraka

### Javni promet
Javni prevoz je v Teheranu zelo razvit in kakovosten in je sestavljen iz podzemne železnice, avtobusnih rednih in hitrih linij, na tisoče taksijev in žičnic v severnih delih mesta. Zgodovina sodobnega urbanega javnega omrežja se začne v poznem 19. stoletju, ko je mesto dobilo prvi vlak in tramvaj. Leta 1883 je med Teheranom in primestnim Rajem, s pomočjo francoskih in belgijskih inženirjev, v promet spuščen prvi parni vlak znan kot Dudi. Linija se je obdržala do leta 1951. Teheran je dobil prvi tramvaj s konjsko vprego leta 1880. Sredi 20. stoletja je bila stagnacija javne železniške mreže v mestih in razvoj avtobusne mreže, kar je bila posledica vzpona naftne industrije in ugodnih cen goriva. Veliki prometni zamaški, ki so upočasnili cestni promet, so povzročili v letu 2007 odprtje hitre avtobusne linije (angl. Bus rapid transit - BRT). Skupna dolžina linije je 100 km in povezuje vse važne ceste v Teheranu in jih uporablja vsak dan 1,8 milijona potnikov. Poleg rednih avtobusov in BRT, v Teheranu od leta 1992 deluje na petih progah 65 trolejbusov znamke Škoda. V mestu deluje ena državna in več zasebni taksi služb s floto več tisoč avtomobilov - državni so rumeni, zasebni zeleni, beli in drugih barv.
Vzpenjače in žičnice se nahajajo ob vznožju pobočja Točala in povezujejo mesto s hoteli in letovišči na Elbursu. Med njimi je najbolj pomembno in znamenito Točalsko dvigalo, ki deluje od leta 1978 in preko šest večjih in osem manjših postaj povezuje teheransko četrt Velendžak (1900 m nmv) s smučiščem Točal (3740 m nadmorske višine). Glede na nadmorsko višino in dolžino 7.500 m se uvršča med najvišje in najdaljše na svetu.
Razlikovanje po spolu v javnem prevozu v Teheranu ni izraženo, vendar pa obstajajo tudi taki samo za ženske (npr. ženski vagon na podzemni železnici, taksiji z ženskim voznikom, ločeni deli zgibnih avtobusov, itd.). Leta 2011 so v enem od teheranskih naselij v promet spustili prvo javno kolesarsko pot.
Projekt podzemne železnice se je v Teheranu začel leta 1971, ko je francoska družba SOFRETU pripravljala študije, izvedene na socialno - gospodarskih in prometnih značilnostih mesta in štiri leta kasneje predlagala plan Teheranskega metroja s sedmimi železniškimi progami. Gradnja se je začela leta 1976, vendar je bil projekt prekinjen ob izbruhu vojne med Iranom in Irakom (1980 - 1988), ko so francoski strokovnjaki zapustili Iran. Dela so se nadaljevala v letu 1986 pod vodstvom lokalnih inženirjev, zaradi nujne potrebe po posodobitvi javnega prometnega omrežja v mestu, ki se je dušilo zaradi velike urbanizacije. Za prednostne linije so bile izbrane prva, druga in peta. Leta 1999 je bila predana prometu linija št. 5 sestavljena iz primestne železnice Teheran-Karadža in metroja skupne dolžine 41,5 km, v naslednjih dveh letih pa sta z obratovanjem začeli linija št. 2 (od centra proti zahodu dolga 20,4 km) in št. 1 (iz središča na jug dolga 28,1 km). V naslednjih desetih letih so proge dopolnili z razširitvijo v obe smeri in namestitvi dodatnih postajališč in začeli z gradnjo dveh novih linij. Prva med njimi je popolna linija št. 4. (iz mesta na vzhod), odprta leta 2007. Proga št. 3, ki povezuje letališče Imam Homeini International Airport bo dolga 35 km in bo končana leta 2013. Nekatere nove linije so v gradnji.

### Glavne mestne prometnice
Mestne prometnice v Teheranu se okvirno delijo na mestne avtoceste in ostale ceste. Leta 2007 je znašala skupna dolžina avtocest okoli 280 km z dodatnimi 180 km razcepov in priključkov, v gradnji jih je bilo še 130 km s 120 km razcepov. Mreža avtocest je oblikovana podobno kot v Los Angelesu in sestoji iz polprstana (Azadegan-Basidž) dolžine 32 km in omejuje mesto na jugu in nepravilnega ortogonalnega rastra prometnic, ki se raztezajo v smereh sever-jug in vzhod-zahod. Na avtocestah je tudi nekaj velikih dvosmernih mostov in predorov s tremi prometnimi pasovi. Najdaljši kabelski mostovi so Vali Asr Čamran (250 m), Abrišam (132 m) in Džavadije (126 m), predori pa Resalat (1980 m), Tohid (2100 m), Amir Kabir (2430 m) in Nijaješ (3600 m). Teheranske mestne avtoceste se povezujejo z medmestnimi avtocestami.
Ostale glavne prometnice so avenije Azadi, Engelab in Damavand, ki se raztezajo v smeri zahod–vzhod in Vali Asr, ki povezuje sever in jug Teherana. Ob Aveniji Vali Asr stojijo številne prestižne četrti, finančne institucije, veleposlaništva, drage restavracije, trgovine in druge ustanove. Včasih je nosila ime dinastije Pahlavi, po revoluciji leta 1980 so jo preimenovali po premieru Mosadeku, današnje ime Vali Asr (perz. ولی عصر; »Učitelj časa«) implicira na dvanajstega šiitskega imama. Avenija s 17,3 km predstavlja eno najdaljših ulic svetu, razlika v nadmorski višini njenih skrajnih točk znaša okoli 500 metrov. Zaradi varnosti je nad teheranskimi cestami na stotine nadvozov na pešce s pomičnimi stopnicami.
Razen izjemne kvalitete, je teheranska prometna infrastruktura zanimiva tudi iz umetniškega in krajinskega oblikovanja, nadvozi so okrašeni z mozaiki in freskami in zelene površine s potoki, ki tečejo ob prometnicah. Nekatere glavne teheranske prometnice so poimenovane po znanih osebnostih: francoskem filozofu Henryju Corbinu, angleškem zgodovinarju Edwardu Brownu, indijskem politiku Mahatmu Gandhiju, ustanovitelju Pakistana Mohamedu Alija Dženahu, državniku Konga Patricu Lumumba, je irskem aktivistu Bobbyju Sandsu, južnoameriškemu vojskovodji Simonu Bolivarju in drugimi.

### Letališča
V Teheranu in njegovi okolici so tri mednarodna letališča:
- staro Mehrabad (OIII / THR),
- novo Imam Khomeini (OIIE / IKA) in
- komercialno Pajam (OIIP / QKC).

Letališče Mehrabad se nahaja v jugozahodnem delu mesta v bližini trga Azadi in vzdolž avtoceste Teheran-Karadža. Njegova zgodovina se začne leta 1938, ko je bila najprej steza lokalni letalski klub, takoj po drugi svetovni vojni pa priznano kot mednarodno letališče. Leta 1955 je bila prva steza asfaltirana, terminal pa je zasnoval svetovno znani arhitekt William Pereira. Desetletja je bilo glavno in najbolj obremenjeno iransko letališče.
Leta 2004 so 30 km južneje zgradili novo, moderno in večje letališče. Zgodovina letališča Imama Homeinija se je začela že pred letom 1979, ko je vlada šaha Pahlavija oddala naročilo za gradnjo novi ameriški družbi, vendar je bil projekt odpovedan zaradi iranske revolucije in vojne med Iranom in Irakom. Gradnja se je nadaljevala v poznih 1990-ih, ko je vlada oddala naročilo domačim podjetjem. Prva faza projekta, ki vključuje dve vzletno-pristajalni stezi dolgi 4200 m in prvi terminal je bila končana leta 2004. Po podatkih iz leta 2010 letališče uporablja približno pet milijonov potnikov na leto. Po načrtovani širitvi in gradnji druge, tretje in četrte faze, se pričakuje zmogljivost 90 milijonov potnikov na leto.
Od konca leta 2007 so vsi mednarodni leti preusmerjeni iz letališča Mehrabad na letališke Imam Homeini, z izjemo poletov v sirijski Damask in savdski Jeddah in Medino v času islamskega romanja hadž in umrah.

## Kultura
Teheran je največje in najpomembnejše znanstveno in izobraževalno središče v Iranu, države, kjer je izobraževanje tradicionalno velika kulturna vrednota in ki ima od konca leta 2000 najvišjo znanstveno in tehnološko rast v svetu. Po podatkih iz leta 2005 je v Teheranu delovalo skupaj 5.175 osnovnih in srednjih šol, od katerih je 3.041 državnih (s 31.968 razredov in 1.106.352 učencev in dijakov) in 2.129 zasebnih (s 31.966 razredov in 172.385 učencev). Večina teh učencev je v osnovnih šolah, čeprav se delež v srednjih šolah hitro veča, zaradi velikega naravnega prirastka prebivalstva v poznih 1980-ih in hitre stabilizacije na začetku leta 1990.
V vsej državi je pismenost 95 % mladih moških in 90 % mladih žensk, medtem ko je v Teheranu višja kot drugod po državi.
V Teheranu je aktivnih 50 večjih univerz, če pa štejemo še visoke šole, akademije in razne inštitute, številka presega 300 visokošolskih ustanov. Znotraj teh znanstvenih institucij delujejo tudi nekateri izmed pogonov iranskega jedrskega programa, vključno s tovarno v Kalaji za proizvodne centrifug za obogatitev urana in raziskovalni jedrski reaktor zgrajen že leta 1967.

### Univerze
Zgodovina sodobnega iranskega visokega šolstva se začne v sredini 19. stoletja, ko je Amir Kabir, premier v službi kadžarskega vladarja Nasrudin šaha, odprl v Teheranu Hišo znanosti (perz. دارالفنون; Dar al - Fonun), v kateri so bili oddelki tehnika, medicina, umetnost vojne ter naravoslovne in družboslovne vede. Ta institucija je delovala desetletja in vključevala številne francoske, ameriške in nemške priznane profesorje, po letu 1934 pa se njeni odseki skupaj z medresami začnejo združevati v novo ustanovljeno Teheransko univerzo. S povečanje števila študentov in razvojem izobraževalne organizacije, se je univerza razdelila na več fakultet, med katerimi so bile najpomembnejše agronomska, umetniška, pravna, medicinska in humanistična, nekatere od njih pa so začele delovati samostojno. Prva ženska je bila sprejeta na univerzo leta 1937, le tri leta po ustanovitvi. Teheranska univerza je najstarejša in najprestižnejša v Iranu, njen sedež se nahaja v centru mesta in pokriva celotno sosesko. Med glavnimi arhitekti stavbe je bil tudi Mohsen al-Faruki, oče iranske modernistične arhitekture. Ta univerza zdaj ponuja 111 dodiplomskih, 177 magistrskih in 156 doktorskih programov približno 40.000 študenti. V središču kampusa je mošeja, ki jo ob posebnih priložnostih obiskuje iranski vrhovni voditelj Alija Hamenej. Teheranska univerza ima tudi velik politični pomen, saj je bila vir vseh večjih iranskih protestov (1978, 1999, 2003, 2009), vključno z iransko revolucijo leta 1979.
Poleg Teheranske univerze so v mestu številne druge univerze za različne študije: Alame Tabatabai (ustanovljena 1956), Šahid Behešti (1960), Alzahra (1964), Tarbiat Moalem (1967), Šahid Radžae (1980), Imam Sadek, Tarbiat Modares, Islamska svobodna univerza (1982), Imam Hosein (1986), Pajam Nur (1988), Imam Reza (1989), Univerze znanosti in kulture (1993), Šahed (1997) in Iranska mednarodna univerza (2002). Največja med njimi je Islamska svobodna univerza (perz. دانشگاه آزاد اسلامی ; Dānešgāh-e Azadi-e Islami), ki ima pet kompleksov s splošnimi oddelki na različnih lokacijah po mestu, dva specializirana kompleksa za medicino in znanost in raziskave. Razen v Teheranu, ima ta univerza svoje podružnice v vseh večjih iranskih mestih in v tujini (Velika Britanija, Libanon, Združeni arabski emirati, Armenija) in je z 1,5 milijona študentov tretja največja univerza na svetu in največja v zasebni lasti. Njen proračun v višini 25 milijard ameriških dolarjev na leto je na nivoju ameriškega Harvarda.
Med najbolj specializiranimi univerzami so medicinske in tehnološke. Med največjimi medicinskimi univerzami so Bakijatalah, Šahid Behešti, Vojno-medicinska univerza in Teheranska univerza medicinskih znanosti, ki je bila ustanovljena z ločitvijo od Teheranske univerze. Najpomembnejše tehnološke univerze so Amir Kabir, K.N. Tusi, Malek - Aštar, Splošna tehnološka univerza, Teheranska univerza uporabnih znanosti in tehnologije, Univerza letalskega inženirstva Šahid Satari, Iranska univerza za znanost in tehnologijo in Tehnološka univerza Šarif. Slednja po zahodnih ocenah velja za eno izmed najboljših tehnoloških univerz na svetu, njeni študentje so znani po doseganju rekordnih rezultatov na podiplomskih šolah prestižnih ameriških univerz, kot je Stanford. Posebni visokošolski zavodi v Teheranu so še Umetniška akademija, islamske verske institucije, kot so Univerza islamskih sekt in Teheranska fakulteta hadis in policijska in vojaška akademija.

### Knjižnice
Večina knjižnic se nahaja v številnih univerzitetnih kompleksih in na njihovih fakultetah, medtem ko v mestu obstaja 20 velikih javnih knjižnic. Med njimi je največja Iranska državna knjižnica, katere zgodovina sega v sredino 19. stoletja in sovpada s staro iransko knjižnico v Hiši znanosti (Dar al-Fonun). Leta 1934 se je z odobritvijo iranskega ministra za znanost, začela gradnja prve Nacionalne knjižnice, ki jo je zasnoval francoski arhitekt André Godard. Po končani gradnji leta 1937 je bila velika 3500 m² in je vsebovala okoli 40.000 enot. Imenovali so jo po Firduziju, očetu Perzijske literature. Danes je sedež Nacionalne knjižnice v severnem delu Teherana v kompleksu velikem 90.000 m², kjer se hrani sedem milijonov enot. Kompleks je razdeljen na pet dvoran, namenjenih znanstvenim področjem humanistike, družboslovja, pravnih, tehničnih in medicinskih ved. Nacionalna knjižnica ima podružnice po vsem Teheranu, kot tudi v drugih iranskih mestih.

## Arhitektura in znamenitosti

### Muzeji in galerije
V Teheranu obstajajo številne umetnostne galerije in več kot 60 muzejev.
Nacionalni muzej Irana je s 300.000 razstavljenimi predmeti na 20.000 m² največji v mestu in Iranu, glede na količino, ohranjenost in raznolikost razstavljenih predmetov med najpomembnejšimi tovrstnimi na svetu. Prvotna stavba muzeja je bila zgrajena leta 1937. Njen portal (ivan) je narejen po vzoru na sasanidsko palačo v Ktezifonu. V tej stavbi je velika zbirka predmetov iz prazgodovinske in antične dobe, v kasneje zgrajenih zgradbah pa so razstavljene islamske zbirke in velik knjižničarski nacionalni muzej Malek s 19.000 rokopisi starimi do 1400 let. V neposredni bližini Narodnega muzeja so Muzej pošte in telekomunikacij, Muzej kovancev in muzej Ostada Soktija s 6000 slikami in 1000 kipi v mavcu.
Muzej Reza Abbasi, poimenovan po znamenitem umetniku safavidske dobe, ima razstavljene artefakte iz obdobja 2. tisočletja pr. n. št. do konca kadžarkega obdobja (1925). V njegovi sestavi je tudi restavratorski laboratorij in velika knjižnica. V tem muzeju je obsežna zbirka iranskih miniatur, ki prikazujejo Firduzijevo Šahname.
Muzej sodobne umetnosti v Teheranu je znan po največji zbirki del zahodnih umetnikov izven Azije. Ta ogromna zbirka vsebuje dela Moneta, van Gogha, Picassa, Magritta, Warhola, Kandinskega, Pollocka, Dalija, Matissa, Mirója, Muncha, Rouaulta, Légerja, Giacomettija, Duchampa, Batha, Degasa in mnogih drugih. Njihova dela so bila zbrana na zahtevo nekdanje kraljice Farah Pahlavi, katere brat Kamran Diba je leta 1977 zasnoval muzejsko stavbo po vzoru antičnega iranskega mesta Yazd.
Ob koncu leta 1970 je bil v Teheranu odprt Iranski muzej preprog, katerega zunanjost spominja na pletenje. V njem je velika zbirka starih preprog, tudi do pol tisočletja starih, kot spomin na iransko 3500-letno tradicijo izdelave teh.
Drugi pomembni muzeji v Teheranu so še: Muzej stekla in keramike, Muzej lepih umetnosti, Muzej sakralne umetnosti Imam Ali, v katerem so islamski, zoroastrski, krščanski in judovski umetniški motivi iz iranske zgodovine, trije prirodoslovni muzeji in mnogi drugi.

### Palače
Palače so v Teheranu po časovnem obdobju v glavnem razdeljene na kadžarske in pahlavijske, glede na lokacijo pa na tri velike komplekse: palača Golestan, Niavaran in Sadabad, nekaj od njih pa je raztresenih po preostalih delih mesta.
Najstarejši kompleks je sestavljen iz Golestanskih palač, katerega zgodovina prežema staro mestno jedro in Teheransko trdnjavo. Znano je, da so na tem mestu obstajale srednjeveške timuridske oziroma safavidske in zandijske palače iz zgodnjega novega veka, vendar se niso ohranile, ker so vladarji kasnejših dinastij imeli navado graditi nove cesarske stavbe na mestu starejših. Prvi iranski vladar, ki je začel širiti mesto izven obzidja je bil Mohamed Kan Kadžarski (1834 - 1848) iz dinastije Kadžarov. V tej širitvi na sever je bila zgrajena palača Firdusijev vrt (perz. Bag - e Firdus). Gradnjo palač je nadaljeval njegov sin šah Nasrudin (1848 - 1896), ki je nekaj kilometrov vzhodno od obstoječe postavil Niavaransko palačo. Ti dve novi lokaciji sta postavili smernice za gradnjo velikega kompleksa palač v času dinastije Pahlavi: Reza Šah (1925 do 1941) je opustil Golestansko palačo in zraven Firdusijevega vrta zgradil Sadabadsko palačo, njegov naslednik, M. Reza Pahlavi (1953 do 1979) nadgradi tako očetov Sadabad kot kadžarsko Niavarani. Med svojim vladanjem je bil star kompleks v Golestanu namenjen zgolj obredni in reprezentativni vlogi.
Danes je Golestanski kompleks rezultat 400 let mestnega razvoja in je sestavljen iz 17 različnih zgradb, vključno s palačami, dvoranami, počivališči, galerijami in muzeji.
Golestanska palača je bila leta 2013 vpisana na Unescov seznam svetovne dediščine.
- Palača Golestan
- Palača Golestan - marmorni prestol
- Palača Golestan - detajl okrasja
- Palača Golestan - steklena dvorana
- Palača Golestan

Sadabadske palače - kompleks se nahaja v severnem letoviškem mestu Šemiran in je sestavljen iz skupaj 18 stavb iz časa kadžarske in pahlavijske dinastije. Najstarejša med njimi je izvirna kadžarska Zelena palača iz leta 1928, zgrajena iz esfahanskega zelenega marmorja in okrašena z dragimi perzijskimi preprogami. Druga velika zgradba Reza šaha je Bela palača (ali Nacionalna palača), ki je služila kot poletna rezidenca, vanjo je bil nameščen Narodni muzej, v katerem so umetniška dela iz Afrike, Indije, Daljnega vzhoda, eskimska in majevska dela, modernistična evropska dela in dela z motivi iranske mitologije. Drugi pomembni arhitekturni spomeniki tega kompleksa so majhne zasebne palače Reza šaha okrašene z najboljšo inkrustacijo iz Širaza, ter sodobni primer tradicionalnega Apadana, ki je bil zgrajen leta 1970 za mater M. Reza Pahlavija. Po padcu Pahlavijeve monarhije leta 1979 je bila večina palač in pripadajočih objektov spremenjena v muzeje. V eni od stavb je začasno urad iranskega predsednika.
Tretji velik kompleks palač se nahaja v Niavarani, severovzhodna četrti Teherana v letoviškem mestu Šemiran. Najpomembnejše stavbe kompleksa so Muzej niavaranske palače, Ahmed-šahov paviljon, palača Sahebkaranije in Muzej in zasebna knjižnica Džahan Nama. Niavaranska glavna palača je bila zgrajena leta 1967 za družino M. Reza Pahlavija in je značilna po kvadratni modernistično zunanjosti in uporabi antičnih in islamskih iranskih elementov v notranjosti. Ahmed-šaha paviljon je bil zgrajen kot prebivališče za zadnjega kadžarskega vladarja in je znan po večbarvni opečni fasadi in stopnicah, ki se raztezajo vzdolž bazena obloženega s ploščicami. Palača Sahebkaranije je najstarejša stavba kompleksa, v njenem zahodnem krilu se nahaja muzej in zasebna knjižnica Džahan Nama. Drugi deli obsegajo petdeset izoliranih paviljonov, med katerimi danes najbolj znani Modra dvorana, gledališče in galerija Džahan Nama.
Poleg navedenih treh kompleksov je v Teheranu še več palač: 
- Firduzijev vrt (perz. Bag-e Firdus) v bližini Sadabada, ki danes služi kot filmski muzej
- manjša palača v bližini iranskega parlamenta v Baharestanu,
- zoroastrska Firuzova palača in
- Biserna palača v Karadžu, ki jo je oblikoval znameniti ameriški arhitekt Frank Lloyd Wright.
- V Teheranu je tudi zgodovinska Atabakova palača s parkom, imenovana po kadžarskem premieru Ali Asgar-han Atabaku, katere velik del je bil porušen med Pahlavijevo modernizacijo mesta.

### Veliki bazar
Veliki bazar v Teheranu je danes del starega mestnega jedra in ena od 112 krajevnih skupnosti. Približna površina je 1.200.000 m² in je največji bazar ali trg na svetu. Njegov pokriti del se razteza nad 10 km v dolžino. Zgodovina Teheranskega bazarja je tesno povezana s starim jedrom in je imel poleg gospodarskega in družbenega pomena tudi močan politični vpliv v Teheranu in Iranu v 19. in 20 stoletju
Teheran bazar je bil prvotno razvit kot majhen trg na jugovzhodu srednjeveškega starega mesta, a je bil v času vladavine Safavidov, šaha Tahmaspa precej nadgrajen in obdan z obzidjem ter postal središče mesta. Tipološko je preproste oblike, na njegovo glavno pot se navezujejo stranske veje in karavanska prenočišča. Takšna ureditev je trajala do zgodnjega 19. stoletja in kasneje vplivala na urbani razvoj mesta, kjer so ob sodobnih avenijah trgovine bazarskega tipa. Bazar ni bil v času Safavidov gospodarsko središče Irana, saj je bilo glavno mesto v Isfahanu, Tabrizu, Mašhad in Širazu. Kot je razvidno iz potopisa Thomas Herberta je bil leta 1627 delno pokrit. Po vzponu dinastije Kadžarov in preoblikovanju Teherana v metropolo, je bazar sčasoma postal pomembnejši. V času vladavine Fateh Ali šaha je bila v okviru bazarja zgrajena Šahova mošeja (perz. Masjed - e šaha), ki je krepila vpliv šiitov. V času Nasrudin šaha sta bili v bližini zgrajeni cesarska palača in sodišče. Od približno 250.000 prebivalcev v letu 1928, jih je 31.000 delalo na bazarju, ki je bil središče ne le lokalne in nacionalne ampak tudi mednarodne trgovine. Modernizacija Teherana in pojav motornih vozil je do neke mere povzročil premeščanje trgovine izven bazarja, vendar je ostal bazar žarišče poslovanja s potrošnim blagom in s tem stičišče revnejših slojev družbe.
Teherana Veliki bazar je aktiven še danes, čeprav v mestu obstajajo številni lokalni bazarji, kakor tudi veliko število modernih nakupovalnih centrov.

### Verski objekti
Za Teheran je značilno, da ima zelo malo mošej, ima več deset krščanskih cerkva ter judovske sinagoge, kar priča o multikulturnosti, kar je na splošno zelo redek primer v mestih v islamskem svetu. V mestu je tudi staro zoroastrsko svetišče, ki nadaljuje iransko tradicijo staro več kot 3000 let.
Islamske verske objekte v Teheranu in njegovi okolici lahko v grobem razdelimo v mošeje, imamzade, grobove, medrese in drugih vrste izobraževalnih ustanov.
Najbolj poznana džamija je zgodovinska Šahova džamija (danes Homeinijeva džamija), ki je v sklopu bazarja, ostale so še Damavand Džame, Varamin Džame, Mujezud Dovle, ter stara in nova džamija Sepahsalar. Od leta 2005 je v gradnji Mosala, kolosalna džamija z največjimi minareti na svetu (230 m) v kateri je tudi Teheranski mednarodni sejem knjige. Imamzade so vrste grobnic v katerih so pokopani potomci vodilnih šiitskih imamov, najpomembnejša med njimi je Saleova imamzada na severu Teherana (Trg Tadžiriš), ki je poleg tiste v Mašhadu in Qomu med najbolj obiskanimi mesti šiitskih romarjev. Ostale so še: imamzade sajeda Ismaila, Džafara Pišve, Davuda, sajeda Nasr al-Dina, Kasema, Jahje in Abdul Azima. Nekater so stare tudi 800 let in s pomočjo njihovih lokacij danes lahko določijo približne meje srednjeveškega mestnega jedra. Na jugu mesta se nahaja grobnica in svetišče v čast Bibi Šahrbanu, hčerki sasanidskega vladarja Jezdegerda III., ki je postala žena tretjemu šiitskemu imamu Huseina ibn Aliju. Pomembna je grobnica Imama Homeinija v sklopu katere se nahaja tudi džamija. Mestne izobraževalne ustanove verskega značaja so medrese Filsuf-od Dovle, Hakim Baši, Han-e Marvi, Mošir-os Saltane in Moajer-ol Mamalek, tet verski inštitut Huseinije Eršad v katerem je vplivni iranski intelektualec in ideolog iranske revolucije Ali Šarijati govoril proti Pahlavijevemu režimu. Od leta 1972. do Pahlavijevega padca je bil inštitut zapt, danes je v njem velika knjižnica z religiozno tematiko, zgodovino, sociologijo in kulturo.
V Teheranu je 37 aktivnih cerkva (od skupno 600 v Iranu), 29 sinagog in pet zoroastrskih svetišč. Največja cerkev v Teheranu in Iranu je armenska Katedrala sv. Sarkisa, zgrajena v središču mesta med letoma 1964 in 1970. Notranjost je poslikal Avedik Ajvazijan po vzoru Michelangelove Bazilike sv. Petra v Vatikanu in prikazuje Janezovo krstitev oziroma Jezusov vnebohod. Katedrala je bila renovirana in nadgrajena leta 2000, na dvorišču je spomenik žrtvam Armenskega genocida iz leta 1915.
Cerkev sv. Tadeja-Bartolomeja zgrajena v času vladavine Fateha Ali-šaha je najstrejša v Teheranu in se nahaja južno od mavzoleja Sajed Ismaila. Sestavljena je iz kupole in štirih križnih obokov, v njeni kripti so shranjeni slavni armenski kristjani iz Irana in veleposlanik Ruskega cesarstva Aleksandr Sergejevič Gribojedov, ki je bil ubit od teheranskih revolucionarjev.
Ostale znane cerkve so še ameriška protestantska Cerkev sv. Petra (zgrajena 1874.), armenska apostolska Cerkev sv. Juraja (1790-ih) in Cerkev Device Marije v Jusef Abadu (1945). Na jugovzhodu mesta se nahaja veliki krščanski kompleks Dulab v katerem so verski objekti ruske pravoslavne, armenske apostolske in katoliške Cerkve ter poljsko vojaško pokopališče.
Dve največji sinagogi sta Jusef Abadova sinagoga zgrajena 1950-ih v Asadabadovi ulici, ter Abrišamijeva sinagoga velika 1025 m² v sklopu katere se nahaja tudi židovska šola.
Zoroastrska svetišča so Tempelj ognja Adorijan, Markar, Šah Vrahram Izad, Dahme-je Gabrha ter Veliki Adorijan, ki je od konca leta 2000 v izgradnji. V mestu se nahaja tudi zoroastrska visoka šola Firuz Bahram, ena od najstarejših visokošolskih ustanov v Teheranu.

## Pobratena mesta
Tehran je pobraten z:
- Ankara, Turčija
- Bagdad, Irak
- Peking, Kitajska
- Biškek, Kirgizistan
- Brasília, Brazilija
- Budimpešta, Madžarska
- Caracas, Venezuela
- Dušanbe, Tadžikistan
- Vzhodni Jeruzalem, Palestina
- Havana, Kuba
- Kabul, Afghanistan
- Kartum, Sudan
- London, Združeno kraljestvo[30]
- Los Angeles, ZDA
- Manila, Filipini
- Minsk, Belorusija[31]
- Moskva, Rusija
- Pretoria, Republika Južna Afrika
- Sana, Jemen
- Sarajevo, Bosna in Hercegovina[32]
- Tbilisi, Gruzija

### Pogodbe o sodelovanje
Tehran sodeluje z:
- Carigrad, Turčija
- Pariz, Francija
- Seoul, Južna Koreja[33]